# Lucas Siqueira
Lucas Santos Siqueira, mais conhecido como Lucas Siqueira, ou simplesmente Lucas (Bom Jardim, 23 de setembro de 1988), é um futebolista brasileiro que atua como volante. Atualmente joga pelo Santa Cruz.

## Carreira

### Friburguense
Lucas iniciou a carreira no Friburguense onde se destacou pela equipe durante a disputa dos campeonatos estaduais e copa Rio. Foi o destaque da equipe após um belo gol contra o Vasco em São Januário no Carioca de 2013.

### Macaé
Após destaque no Friburguense foi emprestado durante duas temporadas ao Macaé para a disputa da terceira divisão do campeonato nacional. Em 2014, a equipe sagrou-se campeã do torneio após empatar com Paysandu no Estádio Olímpico do Pará. Foi importante na conquista não só na defesa sólida mas também no ataque, marcando gols importantes como na semifinal contra o CRB.

### Vasco da Gama
Foi contratado por empréstimo até o final do ano de 2015,na Final do Carioca de 2015 deu assistência pra Gilberto fazer o gol do Título Carioca daquele ano, encerrando assim os 12 anos de Jejum

### CRB
Em 4 de abril de 2018, após o fim do Campeonato Paulista onde atuou pelo Grêmio Novorizontino, Lucas foi anunciado pelo CRB para a Série B. Em 5 setembro sofreu lesão grave que o tirou dos gramados por 10 meses. Fez sua reestreia no dia 24 de julho de 2019, em partida contra o Criciúma, pela Série B.

## Títulos
Macaé
- Campeonato Brasileiro - Série C: 2014

Vasco da Gama
- Campeonato Carioca: 2015

Paysandu
- Campeonato Paraense 2016
- Taça Cidade de Belém: 2016
- Copa Verde: 2016

Ceará
- Campeonato Cearense: 2017

Remo
- Copa Verde: 2021